# DIRECTV
DIRECTV is een satelliettelevisiedienstenbedrijf, dat digitale satelliettelevisie en -radio uitzendt in de Verenigde Staten en via DIRECTV Latin America ook in Latijns-Amerika. DIRECTV is de primaire dienstverlening van AT&T en een onderdeel van  AT&T. 
In de elf jaar van het bestaan van DIRECTV groeide het aantal abonnees van 320.000 in 1994 naar meer dan 15 miljoen op 30 november 2005, een toename van 4588% (op jaarbasis is dat een gemiddelde groei van 53% per jaar). In 2015 werd het bedrijf over genomen door AT&T waar het voorheen van Fox Entertainment Group (FEG).

## Bedrijfsinformatie
DIRECTV gebruikte in zijn beginjaren voornamelijk alleen vaste 18-inch satellietschotels, maar nieuwe 18×24-inch elliptische antennes (welke signalen kan ontvangen van drie geostationaire satellietposities op hetzelfde moment) zijn tegenwoordig de standaardoptie voor DIRECTV-diensten. Deze nieuwe antennes zijn een poging van DIRECTV om meer programmering toe te voegen aan de snelgroeiende systemen. Voornamelijk lokale televisienetwerken en hdtv-programmering wordt door deze antenne toegevoegd. DIRECTV levert tevens een antenne met vijf LNBs (die dus signalen ontvangt van vijf verschillende satellieten) om hdtv nog aantrekkelijker te maken in bepaalde markten.
In het verleden heeft The Economist gesuggereerd dat News Corporation plannen zou ontwikkelen om DIRECTV te fuseren met British Sky Broadcasting, het Britse satellietnetwerk van News Corporation. Mogelijk zouden de satellietdiensten van News Corporation in Azië (STAR TV) en Australië (Foxtel) ook in de fusie meegenomen worden en hiermee het grootste satellietconcern ter wereld oprichten.

## Korte geschiedenis
- In 1994 lanceerde Hughes Electronics (destijds onderdeel van General Motors) de service, DIRECTV. Het was hiermee de allereerste Direct-Broadcast-Satellite-dienst (DBS) ter wereld.
- In 1998 nam DIRECTV een partner over, USSB voor $1,3 miljard. In 1999 werd PrimeStar overgenomen voor $1,83 miljard. In 2003 mislukte een fusie tussen DIRECTV en EchoStar (Dish Network).
- Op 22 december 2003 verkocht General Motors een meerderheidsaandeel in Hughes Electronics aan News Corporation van Rupert Murdoch.
- Op 15 november 2005 stopte DIRECTV met de uitzendingen van de Music Choice-kanalen en verving deze met audiokanalen van XM Satellite Radio.